# 3212 Agricola
Agricola (asteróide 3212) é um asteróide da cintura principal, a 1,9124896 UA. Possui uma excentricidade de 0,1524303 e um período orbital de 1 238 dias (3,39 anos).
Agricola tem uma velocidade orbital média de 19,8280918 km/s e uma inclinação de 7,81142º.
Este asteróide foi descoberto em 19 de Fevereiro de 1938 por Yrjö Väisälä.